# Hiroshi Ishiguro

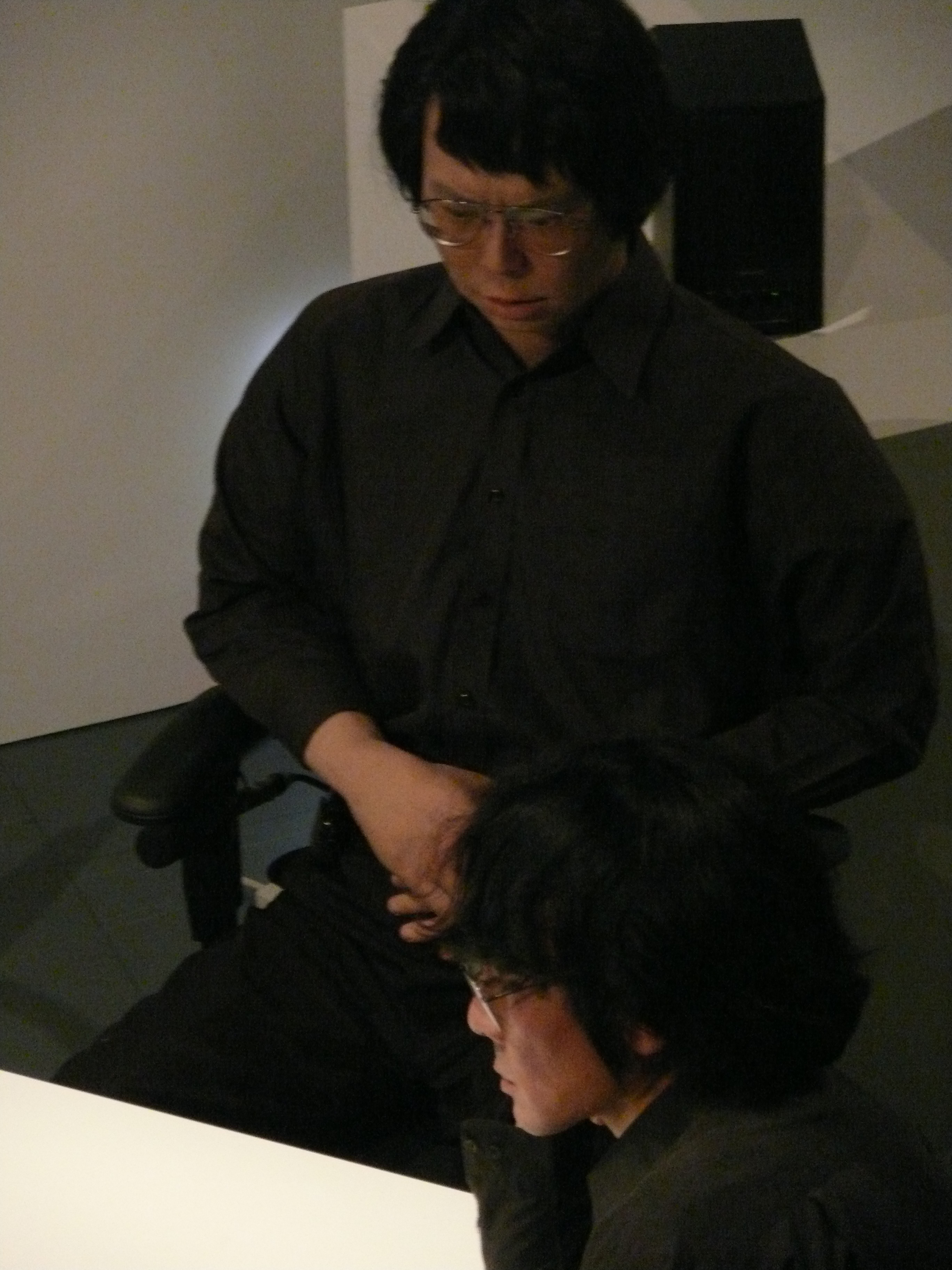
Ishiguro and Geminoid HI-1, 2009

Ishiguro Hiroshi (石黒浩; 23 ottobre 1963) è un insegnante giapponese professore al dipartimento di macchine adattive all'Università di Osaka.

## Biografia
Lavora nel dipartimento di intelligenza artificiale all'Università di Osaka ed è famoso poiché ha realizzato un robot che rappresenta la copia speculare di sé stesso. L'androide parlante forgiato a immagine e somiglianza del suo "creatore" è stato presentato al centro di ricerca per l'intelligenza artificiale "ATR" di Kyoto: l'automa, che esteriormente rappresenta la copia speculare di sé stesso, è stato realizzato curando tutti i minimi dettagli, sopracciglia, capelli e nei inclusi. Il quotidiano Asahi, che riporta la notizia corredata da una foto dei "due" professori, ha titolato l'articolo con un eloquente "Chi è l'originale?". L'androide è dotato anche di muscoli facciali, grazie ai quali riesce a riprodurre fedelmente le espressioni del viso. Ma non è tutto poiché oltre alla perfetta somiglianza fisica, la caratteristica fondamentale del robot è la capacità di sostenere una conversazione con gli esseri umani.
Lo sviluppo dell'umanoide ha impegnato l'équipe di Ishiguro per quasi un anno: oltre 6 mesi per realizzare fisicamente il prototipo, più di 3 per mettere a punto il software di gestione interna. Il costo totale del progetto è stato di circa 30 milioni di yen, oltre 200.000 euro. È group leader all'ATR Intelligent Robotics and Communication Laboratories; insieme al suo team, è il creatore degli androidi Q-1 e R-1, i primi robot veramente umanoidi mai costruiti. Il 16/10/2017 il professor Hiroshi Ishiguro ha presentato alla stampa un androide con fattezze femminili di nome Erica cha ha interagito in modo impressionante con i giornalisti. Attualmente nel mondo della cibernetica, per indicare un robot con fattezze femminili si usa il termine ginoide, dal greco antico gyne cioè donna.

## Nella cultura di massa
- Per il suo lavoro sugli androidi, nel 2017 è stato citato dal rapper Caparezza nella canzone L'Infinto, contenuta nell'album Prisoner 709[1]